# Поверхностные состояния

Волновая функция одноэлектронного поверхностного уровня, изображенная в направлении х, перпендикулярном поверхности.

Поверхностные состояния, (англ. Surface states) (также поверхностные электронные состояния) — электронные состояния, пространственно локализованные вблизи поверхности твёрдого тела.
Поверхностные состояния играют важную роль в физике полупроводников. Поэтому часто под ними понимают состояния, находящиеся в запрещённой зоне, локализованные на границе раздела полупроводника с какой-либо средой (диэлектрик, металл, электролит, газ, вакуум). Заряд поверхностных состояний определяется их положением относительно уровня Ферми .

## Природа поверхностных состояний
Представления о поверхностных состояниях возникли в результате естественного развития зонной модели для ограниченных кристаллов. Всего через несколько лет после создания теории энергетических зон для бесконечной решётки Тамм показал принципиальную возможность существования поверхностных состояний при нарушении периодичности потенциала на поверхности.
В дальнейшем для описания поверхностных состояний был создан ряд теоретических моделей, однако большинство из них констатируют лишь принципиальную возможность существования поверхностных состояний, в то время как их истинная природа до настоящего времени остается невыясненной. Подтверждением этому является резкое расхождение между предсказанным числом поверхностных состояний (по Тамму {\displaystyle N_{SS}\simeq 10^{15}} см−2) и числом состояний, наблюдаемых экспериментально на реальной поверхности (для германия {\displaystyle N_{SS}\simeq 10^{11}} см−2, для кремния {\displaystyle N_{SS}\simeq 10^{12}} см−2).

### Состояния Тамма
Таммовские поверхностные состояния обусловлены обрывом периодической решетки кристалла.
В 1932 году Тамм, рассматривая простейшую одномерную модель полубесконечного кристалла как последовательность дельтообразных потенциальных барьеров, ограниченную потенциальной «стенкой», пришёл к фундаментальному выводу о возможности существования состояний, волновые функции которых локализованы на поверхности кристалла. Эти электронные состояния описываются комплексным квазиволновым вектором.
В трёхмерном случае каждому атому поверхности должно соответствовать одно состояние. Таким образом, концентрация таммовских поверхностных состояний на идеальной поверхности должна быть равна поверхностной концентрации атомов в кристалле, то есть по величине порядка {\displaystyle 10^{15}} см−2.

### Состояния Шокли

Расщепление энергетических уровней атомов в энергетические зоны и поверхностные состояния в одномерном «кристалле», содержащем 8 атомов при уменьшении межатомного расстояния.

Принципиально отличный от предложенного Таммом подход к рассмотрению поверхностных состояний был предложен Шокли, который исследовал одномерную атомную цепочку, соответствующую равноотстоящим симметричным потенциальным барьерам.. Он изучил характер изменения волновых функций и энергетических уровней электрона при постепенном сближении атомов. При этом, потенциал электрона в пределах цепочки был строго периодичным вплоть до крайней ячейки включительно. В этом случае также возникают поверхностные состояния, но в отличие от таммовских они возникают только при определённых малых постоянных решётки и являются следствием пересечения разрешённых энергетических зон в условиях симметричного ограничения кристаллической решётки.
Шоклиевские состояния можно трактовать как ненасыщенные химические связи атомов, находящихся на поверхности Их концентрация в идеальном случае по порядку величины должна равняться концентрации поверхностных атомов. Однако, подобная конфигурация поверхности не является энергетически выгодной. Поэтому свободные валентные связи даже при отсутствии адсорбированных примесей могут насыщаться, соединяясь иным способом, чем внутри кристалла. За счет этого может происходить образование сверхструктуры. то есть изменение симметрии в поверхностном слое, а концентрация поверхностных состояний может быть значительно ниже теоретически предсказываемой.

#### Поверхностные состояния в металлах
Простая модель для вывода основных свойств состояний на металлическую поверхности представляется в виде полубесконечной периодической цепочки из одинаковых атомов. В этой модели, обрыв цепи представляет собой поверхность, где потенциал достигает значения V0 вакуума в виде ступенчатой функции, рисунок 1. В кристалле потенциал предполагается периодическим с периодичностью a решетки. Состояния Шокли находятся как решения одномерного одногоэлектронного уравнения Шредингера
{\displaystyle {\begin{aligned}\left[-{\frac {\hbar ^{2}}{2m}}{\frac {d^{2}}{dz^{2}}}+V(z)\right]\Psi (z)=E\Psi (z),\end{aligned}}}
с периодическим потенциалом
{\displaystyle {\begin{aligned}V(z)=\left\{{\begin{array}{cc}P\delta (z+la),&{\textrm {for}}\quad z<0\\V_{0},&{\textrm {for}}\quad z>0\end{array}}\right.,\end{aligned}}}
где l представляет собой целое число, а P представляет собой коэффициент нормировки. Решение должно быть получено независимо для двух областей z<0 и z>0, где на границе (z=0) выполняются обычные условиях непрерывности волновых функций и их производных. Поскольку потенциал является периодическим то глубоко внутри кристалла электронные волновые функции должны представлять собой блоховские волны. Решение в кристалле представимо в виде линейной комбинации падающей и отраженной от поверхности волн. Для z>0 решение экспоненциально убывает в вакууме
{\displaystyle {\begin{aligned}\Psi (z)=\left\{{\begin{array}{cc}Bu_{-k}e^{-ikz}+Cu_{k}e^{ikz},&{\textrm {for}}\quad z<0\\A\exp \left[-{\sqrt {2m(V_{0}-E)}}{\frac {z}{\hbar }}\right],&{\textrm {for}}\quad z>0\end{array}}\right.,\end{aligned}}}
Волновая функция для состояния на металлической поверхности качественно показано на рисунке 1 в виде Блоховской волны в кристалле с экспоненциально затухающим хвостом вне поверхности. Из-за хвоста появляется недостаток отрицательной плотности заряда внутри кристалла и увеличивается отрицательная плотность заряда за пределами поверхности, что приводит к образованию дипольного двойного слоя. Дипольный слой возмущает потенциал на поверхности и приводит, например, к изменению работы выхода металла.

#### Поверхностные состояния в полупроводниках
Приближение почти свободных электронов можно использовать для получения основных свойств поверхностных состояний для узкощелевых полупроводников. Модель с полубесконечной линейной цепочкой атомов также полезна в этом случае. Однако, теперь предполагается, что потенциал вдоль цепочки атомов изменяется как функция косинуса
{\displaystyle V(z)=V\left[\exp \left(i{\frac {2\pi z}{a}}\right)+\exp \left(-i{\frac {2\pi z}{a}}\right)\right]=2V\cos \left({\frac {2\pi z}{a}}\right),}
в то время как на поверхности потенциал задан в виде ступенчатой функции высоты V0. Решения уравнения Шредингера должны быть получены отдельно для двух областей z < 0 и z > 0. В приближении почти свободных электронов, решения, полученные при z < 0 будут иметь характер плоских волн для волновых векторов вдали от границы зоны Бриллюэна {\displaystyle k=\pm \pi /a}, где дисперсионное соотношение предполагается параболическим. На границах зон Бриллюэна, из-за брэгговского отражения возникает стоячая волна, состоящей из волн с волновыми векторами {\displaystyle k=\pi /a} и {\displaystyle k=-\pi /a}.
{\displaystyle \Psi (z)=Ae^{ikz}+Be^{i[k-(2\pi /a)]z},}
где {\displaystyle G=2\pi /a} это вектор из обратной решетки. Поскольку представляют интерес решения близкие к границе зоны Бриллюэна, выбраны вектора  {\displaystyle k_{\perp }=\pi /a+\kappa }, где κ малая величина. Произвольные постоянные A,B находятся путем подстановки в уравнение Шредингера. Это приводит к следующим собственным значениям энергии
{\displaystyle E={\frac {\hbar ^{2}}{2m}}\left({\frac {\pi }{a}}+\kappa \right)^{2}\pm |V|\left[-{\frac {\hbar ^{2}\pi \kappa }{ma|V|}}\pm {\sqrt {\left({\frac {\hbar ^{2}\pi \kappa }{ma|V|}}\right)^{2}+1}}\right],}
которые показывают расщепление зоны на краях зоны Бриллюэна, где ширина запрещенной зоны равна 2V. Электронные состояния глубоко внутри кристалла, соответствующие различным зонам задаются в виде
{\displaystyle \Psi _{i}=Ce^{i\kappa z}\left(e^{i\pi z/a}+\left[-{\frac {\hbar ^{2}\pi \kappa }{ma|V|}}\pm {\sqrt {\left({\frac {\hbar ^{2}\pi \kappa }{ma|V|}}\right)^{2}+1}}\right]e^{-i\pi z/a}\right),}
где C это нормировочная константа. Вблизи поверхности при z > 0, то это решение должено сшиваться с экспоненциально затухающей функцией, решением уравнения Шрёдингера с постоянным потенциалом V0.
{\displaystyle \Psi _{0}=D\exp \left[-{\sqrt {{\frac {2m}{\hbar ^{2}}}(V_{0}-E)}}z\right].}
Можно показать, что условия сшивки можно выполнить при любой возможной энергии, которая лежит в разрешенной зоне. Как и в случае для металлов, этот тип решения представляет собой стоячую Блоховскую волну в кристалле, которая проникает в вакуум вблизи поверхности. Качественный участок волновой функции показан на рисунке 1.
Если рассматривать мнимые значения κ, т.е. κ = - i·q для z ≤ 0 и определить
{\displaystyle i\sin(2\delta )=-i{\frac {\hbar ^{2}\pi q}{maV}}}
то получается решение с амплитудой затухающей вглубь кристалла
{\displaystyle \Psi _{i}(z\leq 0)=Fe^{qz}\left[\exp \left[i\left({\frac {\pi }{a}}z\pm \delta \right)\right]\pm \exp \left[-i\left({\frac {\pi }{a}}z\pm \delta \right)\right]\right]e^{\mp i\delta }}
Собственные значения энергии определяются как
{\displaystyle E={\frac {\hbar ^{2}}{2m}}\left[\left({\frac {\pi }{a}}\right)^{2}-q^{2}\right]\pm V{\sqrt {1-\left({\frac {\hbar ^{2}\pi q}{maV}}\right)^{2}}}}
E реальна для больших отрицательных z, что и требовалось. Кроме того, в диапазоне {\displaystyle 0\leq q\leq q_{max}=maV\hbar ^{2}\pi } все энергии поверхностных состояний попадают в запрещенную зону. Полное решение снова найдено путем сшивки объёмного решения в кристалле с экспоненциально затухающим в вакууме решением. В результате получается состояние, локализованное на поверхности и затухающее как в кристалле так и в вакууме.

### Поверхностные состояния, обусловленные дефектами кристаллической решётки на поверхности
Такие поверхностные состояния возникают за счет дефектов поверхности (вакансии, междоузлия, дислокации) и имеют аналогичную природу с локальными уровнями, связанными с теми же дефектами в объёме кристалла.

### Поверхностные состояния примесного типа
При адсорбции на поверхности кристалла инородных атомов или молекул могут возникать «Несобственные» поверхностные состояния. Качественные представления о возможности возникновения поверхностных состояний примесного типа в результате хемосорбции были развиты Ф. Ф. Волькенштейном в электронной теории катализа на полупроводниках. При этом было введено понятие адсорбционных центров, на которых может происходить хемособрция с образованием поверхностных состояний. К таким центрам могут относиться геометрические неоднородности и микродефекты на поверхности, а также свободные электроны и дырки. Кроме того возможно существование разных типов связи одного и того же атома с одним и тем же адсорбентом, что может приводить к появлению нескольких типов поверхностных состояний. При попытке количественного учёта влияния адсорбированного атома показано, что в таммовском приближении наличие адсорбированного атома приводит лишь к изменению положения энергетического уровня поверхностных состояний, а в приближении Шокли — к появлению новых поверхностных состояний, связанных с различием между потенциалами в области поверхностного и объемного атома.

### Поверхностные состояния в слоистых структурах
В процессе контакта с окисляющей средой на поверхности ряда кристаллов образуется макроскопический слой оксида и в результате формируется двухфазная (слоистая) система со своим энергетическим спектром электронных состояний кристалл-оксид. В роли поверхностных состояний в слоистых структурах кристалл-оксид помимо собственных и несобственных состояний границы раздела фаз, может выступать определённая часть дефектов оксидного слоя — ловушки диэлектрика. Хотя электронный обмен с такими дефектами обычно затруднен, при высокой концентрации именно ловушки диэлектрика могут контролировать положение уровня Ферми на границе раздела.

## Энергетический спектр поверхностных состояний
Теоретические рассмотрения предсказывают возможность существования на реальной поверхности отдельных энергетических уровней поверхностных состояний, непрерывно распределённых по запрещённой зоне состояний, а также состояний, энергетические уровни которых могут оказаться в разрешённых зонах полупроводника. Экспериментально обнаруживаются как дискретные энергетические уровни поверхностных состояний в запрещённой зоне, так и квазинепрерывное распределение таких уровней, при котором их плотность в запрещенной зоне полупроводника возрастает по мере приближения к краям разрешённых зон. (U-образный характер распределения плотности поверхностных состояний).

### Зоны поверхностных состояний
Возникновение поверхностных состояний связано с нарушением периодичности приповерхностной области кристалла (в частности само наличие границы является таким нарушением). Если эти нарушения связаны с точечными дефектами поверхности или адсорбированными атомами и молекулами, и распределены по поверхности случайным образом, то соответствующие поверхностные состояния будут локализованы вблизи точек этих нарушений. Однако, в случае наличия трансляционной симметрии вдоль поверхности состояний образуют зоны поверхностных состояний. Так, в частности, иногда хемособрция на поверхности кристаллов бывает упорядоченной.

#### Двумерные зоны
Независимо от типа кристалла (ионный или ковалентный), на идеальной поверхности со строгой периодичностью в её плоскости (X,Y), в соответствии с общими представлениями зонной теории должны возникать двумерные зоны поверхностных состояний, делокализованных в плоскости поверхности. Вероятность обнаружить электрон в любой поверхностной элементарной ячейке одинакова: электроны в таких зонах описываются блоховскими функциями с квазиволновыми векторами, ориентированными в плоскости поверхности ({\displaystyle k_{X},k_{Y}})

#### Одномерные зоны
На атомарно-чистых поверхностях в принципе возможно также появление одномерных периодических структур — кристаллических ступенек или поверхностных доменов. Структуры такого типа должны приводить к возникновению одномерных зон поверхностных состояний; соответствующие волновые функции делокализованы вдоль одномерной структуры и зависят только от одной составляющей квазиволнового вектора.

## Типы поверхностных состояний по временирелаксации
Существует несколько типов поверхностных состояний, различия между которыми связаны с разным временем обмена электронами между поверхностью и объёмом полупроводника (временем релаксации). Состояния, для которых время релаксации составляет {\displaystyle 10^{-12}}÷{\displaystyle 10^{-6}} с, условно относят к категории быстрых поверхностных состояний, а состояния со временем релаксации {\displaystyle 10^{-3}}
с и более — к категории медленных поверхностных состояний. Состояния с временами релаксации {\displaystyle 10^{-6}}÷{\displaystyle 10^{-3}} с относят к категории промежуточных поверхностных состояний .